# Sandvík
För andra betydelser, se Sandvik.
Sandvík (IPA: [ˈsanvʊik], danska: Sandvig) är en by i Hvalbas kommun längst norrut ön Suðuroy i Färöarna. Byn hade vid folkräkningen 2015 totalt 87 invånare. Orten ligger vid en större sandstrand där en liten älv rinner ut. Vidare från Sandvík går en väg ut till västkusten.
Sandvík är sammankopplad med vägsystemet på ön via den 1 500 meter långa tunneln Sandvíkartunnilin som borrades igenom bergen 1969. Tunneln har endast ett körfält med mötesplatser där bilar kan ställa sig åt sidan för att släppa förbi trafiken. Tunneln är 2,8 meter hög.

## Historia
Sandvík omnämndes första gång i skrift så tidigt som i Färingasagan, som platsen där Sigmundur Brestisson 1005 tog sig i land på flykt från Tróndur í Gøtu och därefter dödades av den lokala bonden Tórgrímur illi. Alla i orten dog under digerdöden 1349. Platsen bosattes först igen 1811 och hade då namnet Hvalvík. Namnet ändrades dock till det ursprungliga namnet 1911, då byborna tröttnade på att posten alltid förväxlades med den som skulle till Hvalvík på Streymoy.
Sandvíks kyrka byggdes ursprungligen i Froðba 1840 och stod senare i Tvøroyri, innan den återuppbyggdes i Sandvík 1908.

## Befolkningsutveckling
| Befolkningsutvecklingen i Sandvík 1985–2015 | Befolkningsutvecklingen i Sandvík 1985–2015 | Befolkningsutvecklingen i Sandvík 1985–2015 | Befolkningsutvecklingen i Sandvík 1985–2015 | Befolkningsutvecklingen i Sandvík 1985–2015 |
| ------------------------------------------- | ------------------------------------------- | ------------------------------------------- | ------------------------------------------- | ------------------------------------------- |
|                                             |                                             |                                             |                                             |                                             |
| År                                          |                                             |                                             | Folkmängd                                   |                                             |
| 1985                                        | 1985                                        |                                             | 112                                         |                                             |
| 1990                                        | 1990                                        |                                             | 133                                         |                                             |
| 1995                                        | 1995                                        |                                             | 116                                         |                                             |
| 2000                                        | 2000                                        |                                             | 124                                         |                                             |
| 2005                                        | 2005                                        |                                             | 112                                         |                                             |
| 2010                                        | 2010                                        |                                             | 93                                          |                                             |
| 2015                                        | 2015                                        |                                             | 87                                          |                                             |
|                                             |                                             |                                             |                                             |                                             |